# Wierchporoniec
Wierchporoniec, Wierch Poroniec (nazwa gwarowa Poroniec) – zalesiony grzbiet górski o wysokości 1105 m n.p.m., który według przyjętych przez większość geografów granic mezoregionów znajduje się na Pogórzu Bukowińskim (część Pogórza Spisko-Gubałowskiego), na jego granicy z Tatrami. Przebiega przez niego droga Oswalda Balzera z Zakopanego do Morskiego Oka oraz droga przez Bukowinę Tatrzańską do polsko-słowackiego przejścia granicznego w Łysej Polanie. Odległość do Zakopanego – 17,6 km, do Łysej Polany – 3,7 km. Znajduje się tutaj płatny parking dla samochodów osobowych. W lasach wokół wierchu występują jelenie, głuszce, czasami niedźwiedzie i wilki. w 1895 r. w polowaniu na niedźwiedzia na Wierchporońcu brał udział Henryk Sienkiewicz.

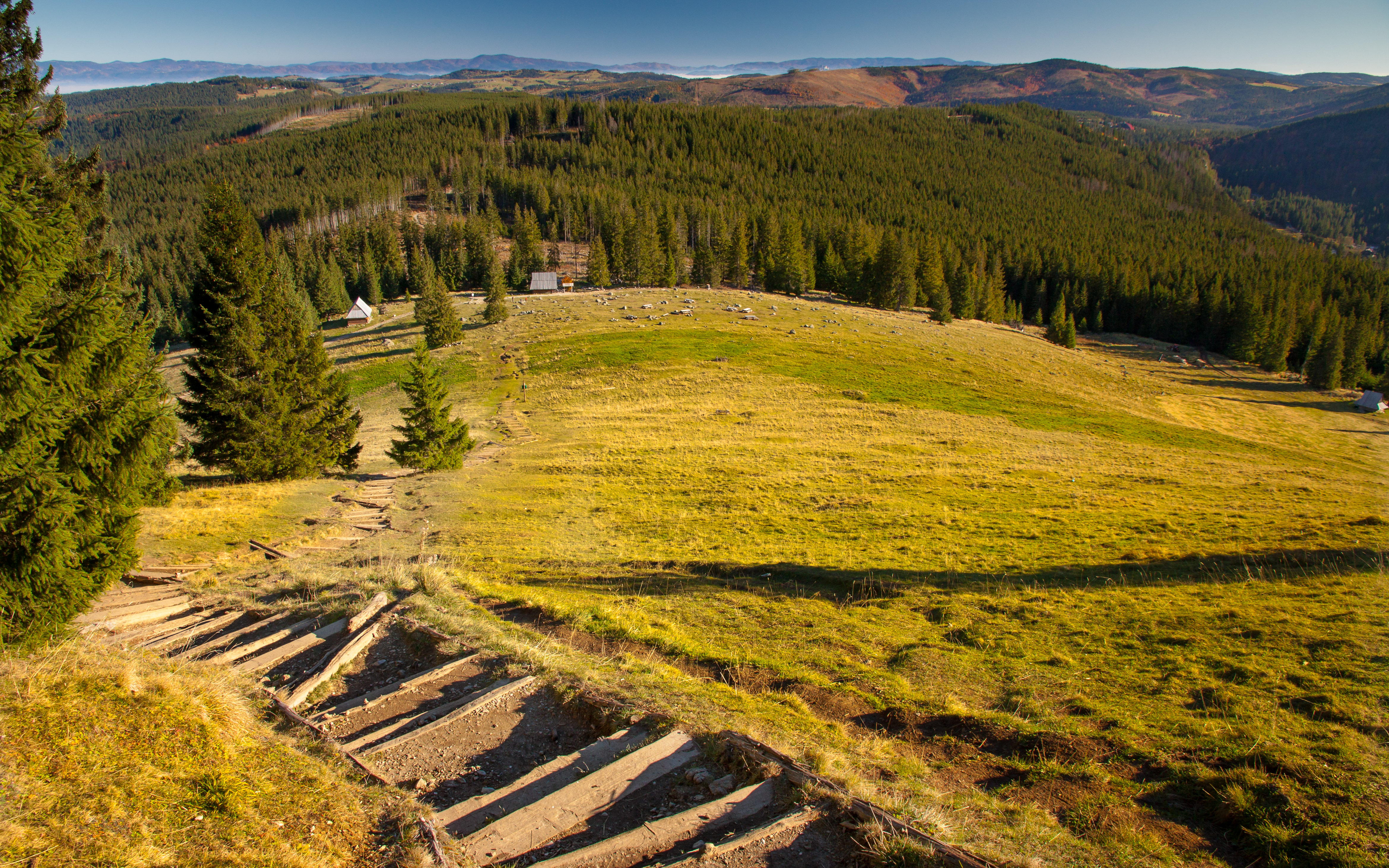
Widok z górnej części Rusinowej Polany na Wierchporoniec i Pogórze Spisko-Gubałowskie

Dawniej na szczycie Wierchporońca i pod nim znajdowała się wypasana polana Poroniec. Właśnie od niej pochodzi nazwa szczytu. Według Wielkiej encyklopedii tatrzańskiej Zofii i Witolda Henryka Paryskich podczas wymowy nie odmienia się pierwszego członu nazwy Wierch Poroniec. Prawidłowo mówi się: z Wierchporońca, na Wierchporońcu. Obydwa człony nazwy powinny być pisane razem. Tej formy nazwy używa też w swoich przewodnikach Józef Nyka.

## Szlaki turystyczne
– zielony do Doliny Gąsienicowej przez Rusinową Polanę, Gęsią Szyję i Rówień Waksmundzką (odległość 11,5 km, czas przejścia ok. 4:15 h, suma wzniesień 670 m).